# Bagramska slonovina
Begramska slonovina so serija več kot tisoč okrasnih vložkov, izrezljanih iz slonovine in kosti, ki so bili prej vtisnjeni v leseno pohištvo in izkopani v 1930-ih v Bagramu (perzijsko بگرام, latinizirano: Bagrām) v Afganistanu. So redki in pomembni vzorci Kušanske umetnosti 1. ali 2. stoletja n. št., ki potrjujejo kozmopolitski okus in pokroviteljstvo lokalnih dinastov, prefinjenost sodobne izdelave in starodavno trgovino z luksuznim blagom. 

## Zgodovina
Antično mesto Kapisa (v bližini sodobnega Bagrama) v Baktriji je bila poletna prestolnica Kušanskega cesarstva, ki se je razprostiral od severa Afganistana do severozahodne Indije med od 1. in 4. stoletjem. Približno 130 km iz Kabula, je bila strateška lega mesta med dvema prelazoma preko Hindukuša, ki sta povezovala Baktrijo z Gandaro (sodobni severovzhodni Pakistan).
Délégation Archéologique Française v Afganistanu je med letoma 1936 in 1940 opravila izkopavanja na mestu, kjer so odkrili dva obzidana trezorja, Room 10 in Room 13. V notranjosti so odkrili veliko brona, alabastra, stekla, kovancev in predmetov iz slonovine, skupaj z ostanki pohištva in kitajskih lakiranih posod. Nekateri pohištveni deli so bili razporejeni vzdolž zidov, drugi kosi zloženi ali obrnjeni drug proti drugemu.
Razkritja so razdelili, v skladu s sistemom udeležbe, med Musée Guimet in Afganistanskim nacionalnim muzejem v Kabulu. Po zaprtju muzeja v Kabulu leta 1978 je bilo ugotovljeno, da ni jasno, kje je slonovina in v 1990-ih so bili oplenjeni številni predmeti.
Številni manjkajoči predmeti so bili najdeni leta 2004, nadaljnja skupina dvajset kosov, s katerimi so trgovci s starinami nezakonito trgovali, je bila pozneje izterjana in jo je treba vrniti kot repatriacijo. Po konzervatorskih posegih v Britanskem muzeju so bili tam razstavljeni leta 2011.
- Dekorativna plošča iz stola ali prestola, slonovina, c. 100 pr. n. št.
- Dekorativna plošča iz stola ali prestola, slonovina, c. 100 pr. n. št.
- Indijska pohištvena podpora pohištva iz Begrama, 1. stol.
- Slonokoščena skrinja.
- Detajl iz skrinje.
- Ornament iz skrinje, ki prikazuje žensko, ki se igra s ptico

## Izvedba
V reliefnih ploščah sta bili izrezljana tako slonovina kot tudi kost, pogosto z dvema ali tremi trakovi, ki tvorijo posamezen vložek intarzije. Samo za slonovino je bil uporabljen ažur.
Po rezbarjenju so bile površine zglajene in rahlo polirane. Ostanki barve so ohranjeni, prikazujejo uporabo izmenično rdečih in modrih pigmentov ter poudarjanje navadnih ozadij z rdečo ali črno. Identificirani so mineralni pigmentni cinober rdeča in organski barvni indigo.
Intarzije so bile pritrjene na tisto, kar je bilo ugotovljeno kot stol in podnožje z zakovicami iz bakrenih zlitin, s pomočjo izvrtanih lukenj. Les se je razgradil, kar je preprečilo identifikacijo vrste in vira lesa, vendar so ohranjeni kovinski žeblji in spone. 

## Ohranjanje
Organski materiali, kot sta slonovina in kost, so krhki in nagnjeni k propadanju. Da bi stabilizirali fragmente slonovine in jih dvignili iz tal, so bili prevlečeni z želatino in obloženi s papirnimi robci. Odstranjevanje umazanije ter sčasoma krčenje je povzročilo poškodbe slonovine in izgubo pigmentacije. Razpoke in prelomi so bili napolnjeni z različnimi lepili brez konsolidacije roba in različne rekonstrukcije so privedle do kopičenja ostankov iz prejšnjih obdelav.
Tehnična analiza Britanskega muzeja je zagotovila informacije o materialih in tehnikah proizvodnje, sedanjem stanju, poškodbah in prejšnjih posegih. Kasnejša obdelava je vključevala zmanjšanje prejšnjih premazov, konsolidacijo in polnjenje z uporabo reverzibilnih in združljivih materialov z naknadnim toniranjem. 

## Predmet
Razpon motivov so levi, sloni, ptice, cvetovi, gole ženske, glasbeniki, plesalci, osebni okraski in arhitekturno ozadje. Nekateri vložki so vpisani z oznakami izdelovalcev v Kharosthi, Brahmi in tretji neznani pisavi.

## Datacija, dodelitev, vplivi in vzporednice
Redkost vzporednic je povzročila spore glede porekla in datacije slonovine, čeprav je stratigrafija predlagala datum najkasneje v 2. stoletje. Sama stavba, v kateri so bili predmeti najdeni, je datirana v 1. stoletje.
Pompejska Lakšmi, kariatida, ki je bila najdena v Via dell'Abbondanza v Pompejih z oznako Kharosthi, zagotavlja nadaljnje dokaze o trgovini z indijskim pohištvom, ki je bilo okrašena s slonovino. To bi lahko tudi pomenilo, da bi lahko izhajala iz severozahodne regije Indije in bila izdelala v lokalnih delavnicah okoli območja Gandara.
Obstaja torej možnost, da je bila ta slonovina narejena lokalno v severozahodnih regijah Indije in bi morala izhajati iz zgodnjega 1. stoletja.